# Lovebite
Lovebite è un singolo del gruppo musicale britannico Haken, pubblicato il 14 febbraio 2023 come quarto estratto dal settimo album in studio Fauna.

## Descrizione
Si tratta del brano più corto dell'album e presenta un'introduzione pesante che sfocia in strofe maggiormente melodiche ispirate al funk e alla musica degli anni ottanta. Il testo, al contrario, è di natura più macabra e affronta il rituale d'accoppiamento della vedova nera, con il cantante Ross Jennings che ha riassunto Lovebite come una «canzone d'amore ottimista in 11/8 ispirata a Phil Collins con testi ispirati ai Cannibal Corpse».

## Video musicale
Il video, prodotto dalla Crystal Spotlight, è stato reso disponibile in concomitanza con il lancio del singolo attraverso il canale YouTube del gruppo.

## Tracce
1. Lovebite – 3:49
2. Taurus – 4:48
3. The Alphabet of Me – 5:33
4. Nightingale – 7:23

## Formazione
Hanno partecipato alle registrazioni, secondo le note di copertina di Fauna:
Gruppo
- Conner Green – basso
- Charlie Griffiths – chitarra
- Raymond Hearne – batteria
- Richard Henshall – chitarra
- Ross Jennings – voce
- Peter Jones – tastiera

Produzione
- Haken – produzione
- Jens Bogren – missaggio
- Tony Lindgren – mastering
- David Simpson – ingegneria della batteria
- Paul "Win" Winstanley – ingegneria della voce
- Linus Corneliusson – montaggio aggiuntivo